# U-441
| U-441                                                                                      | U-441 | U-441 |
| ------------------------------------------------------------------------------------------ | --- | --- |
|                                                                                            | | |
|                                                                                            | | |
|                                                                                            | | |
| Під прапором                                                                               | Третій рейх | Третій рейх |
| Спуск на воду                                                                              | 13 грудня 1941 року | 13 грудня 1941 року |
| Виведений зі складу флоту                                                                  | 30 червня 1944 року | 30 червня 1944 року |
| Сучасний статус                                                                            | затоплений | затоплений |
| Проєкт                                                                                     | | |
| Тип ПЧ                                                                                     | Торпедний ДПЧ | Торпедний ДПЧ |
| Вартість                                                                                   | 4 439 000 ℛℳ | 4 439 000 ℛℳ |
| Основні характеристики                                                                     | | |
| Швидкість (надводна)                                                                       | 17,9 вузлів | 17,9 вузлів |
| Швидкість (підводна)                                                                       | 8 вузлів | 8 вузлів |
| Робоча глибина занурення                                                                   | 100 м | 100 м |
| Гранична глибина занурення                                                                 | 220 м | 220 м |
| Автономність плавання                                                                      | 8500 миль (15 700 км) на швидкості 10 вузлів (18,6 км/год) (надводна) 80 миль (150 км) на швидкості 4 вузли (7,4 км/год) (підводна) | 8500 миль (15 700 км) на швидкості 10 вузлів (18,6 км/год) (надводна) 80 миль (150 км) на швидкості 4 вузли (7,4 км/год) (підводна) |
| Екіпаж                                                                                     | 44-60 осіб | 44-60 осіб |
| Розміри                                                                                    | | |
| Довжина найбільша (по КВЛ)                                                                 | 67,1 м | 67,1 м |
| Ширина корпусу найб.                                                                       | 6,2 м | 6,2 м |
| Висота                                                                                     | 9,6 м | 9,6 м |
| Середня осадка (по КВЛ)                                                                    | 4,74 м | 4,74 м |
| Водотоннажність надводна                                                                   | 769 т | 769 т |
| Силова установка                                                                           | | |
| дизель-електрична; 2 дизельних двигуни Germaniawerft F46, 2 електродвигуни BBC GG UB 720/8 | | |
| Гвинти                                                                                     | 2 | 2 |
| Потужність                                                                                 | 2 × 2 800 к.с. (дизелі) 2 × 750 к.с. (електродвигуни)                                                                               | 2 × 2 800 к.с. (дизелі) 2 × 750 к.с. (електродвигуни)                                                                               |
| Озброєння                                                                                  | | |
| Артилерія                                                                                  | 1 × 88-мм палубна гармата SK C/35                                                                                                   | 1 × 88-мм палубна гармата SK C/35                                                                                                   |
| Торпедно- мінне озброєння                                                                  | 4 носових і один кормовий ТА 14 торпед або 26 мін TMA                                                                               | 4 носових і один кормовий ТА 14 торпед або 26 мін TMA                                                                               |
| ППО                                                                                        | 1 × 37-мм зенітна гармата Flak M42 2 × 20-мм зенітні гармати FlaK 30                                                                | 1 × 37-мм зенітна гармата Flak M42 2 × 20-мм зенітні гармати FlaK 30                                                                |

U-441 — німецький підводний човен типу VIIC, часів Другої світової війни.
Замовлення на будівництво човна було віддане 5 січня 1940 року. Човен був закладений на верфі суднобудівної компанії «F.Schichau GmbH» у Данцигу 15 жовтня 1940 року під заводським номером 1492, спущений на воду 13 грудня 1941 року, 21 лютого 1942 року увійшов до складу 5-ї флотилії. Також за час служби перебував у складі 1-ї флотилії.
Човен зробив 9 бойових походів, у яких потопив 1 судно.
Потоплений 30 червня 1944 року у Англійському каналі західніше Гернсі (49°37′ пн. ш. 03°41′ зх. д. / 49.617° пн. ш. 3.683° зх. д.) глибинними бомбами британського «Ліберейтора» та британських фрегатів «Ессінгтон», «Дакворт», «Дометт» та «Кук». Всі 51 член екіпажу загинули.

## Командири
- Капітан-лейтенант Клаус Гартманн (21 лютого 1942 — 15 травня 1943)
- Капітан-лейтенант Гец фон Гартманн (16 травня — 5 серпня 1943)
- Капітан-лейтенант Клаус Гартманн (6 серпня 1943 — 30 червня 1944)

## Потоплені та пошкоджені кораблі[3]
| Назва      | Тип            | Належність | Дата           | Тоннаж (БРТ) | Вантаж                       | Статус    | Місце                                                       |
| Soekaboemi | вантажне судно | Нідерланди | 27 грудня 1942 | 7 051        | 5 000 т генеральних вантажів | потоплено | 47°25′ пн. ш. 25°20′ зх. д. / 47.417° пн. ш. 25.333° зх. д. |